# Stazione di Rodi Porto
La stazione di Rodi Porto è una fermata ferroviaria della ferrovia San Severo-Peschici a servizio del comune di Rodi Garganico, in provincia di Foggia.
È gestita dalle Ferrovie del Gargano.